# Dickschnabelmöwe

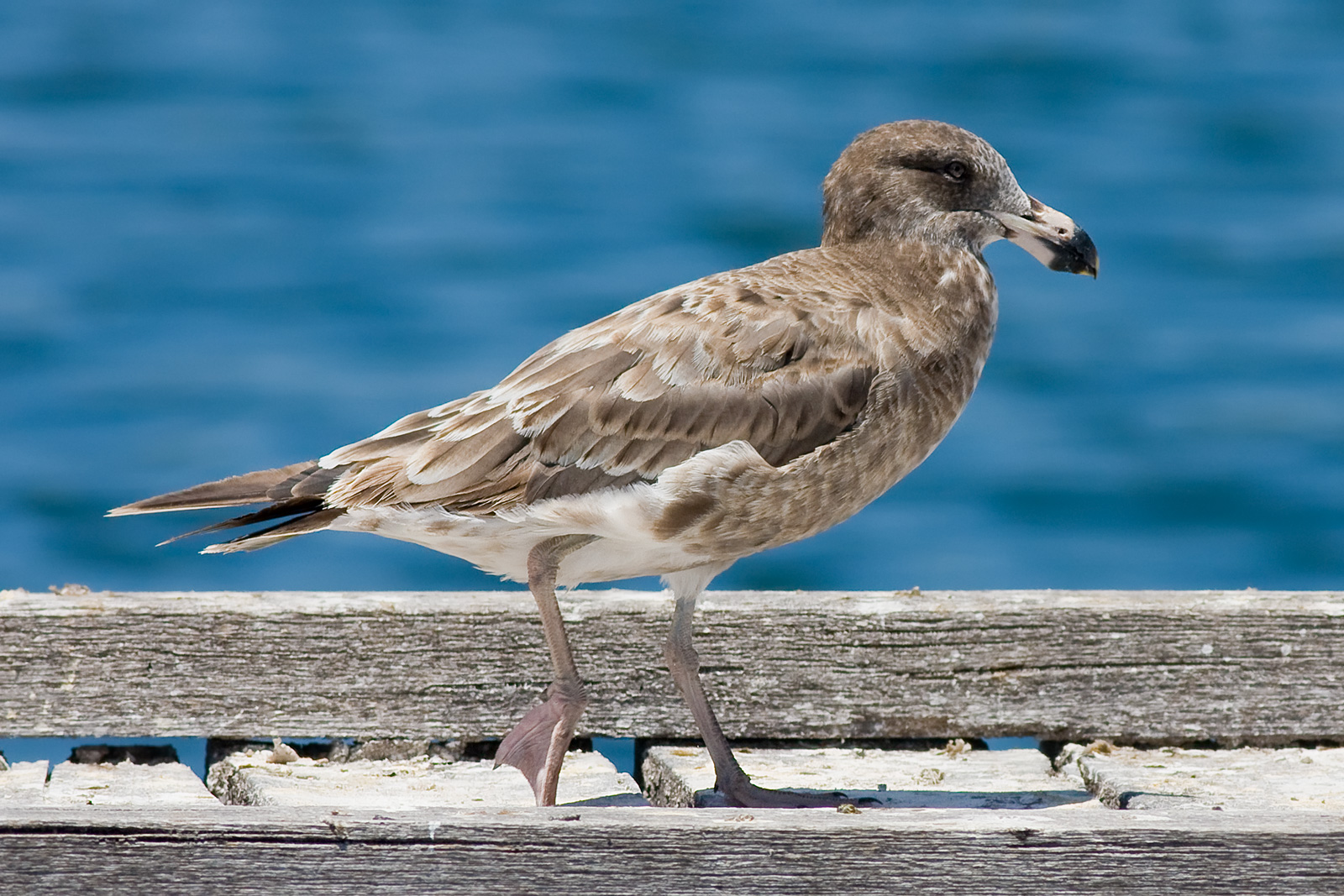
Immature Dickschnabelmöwe

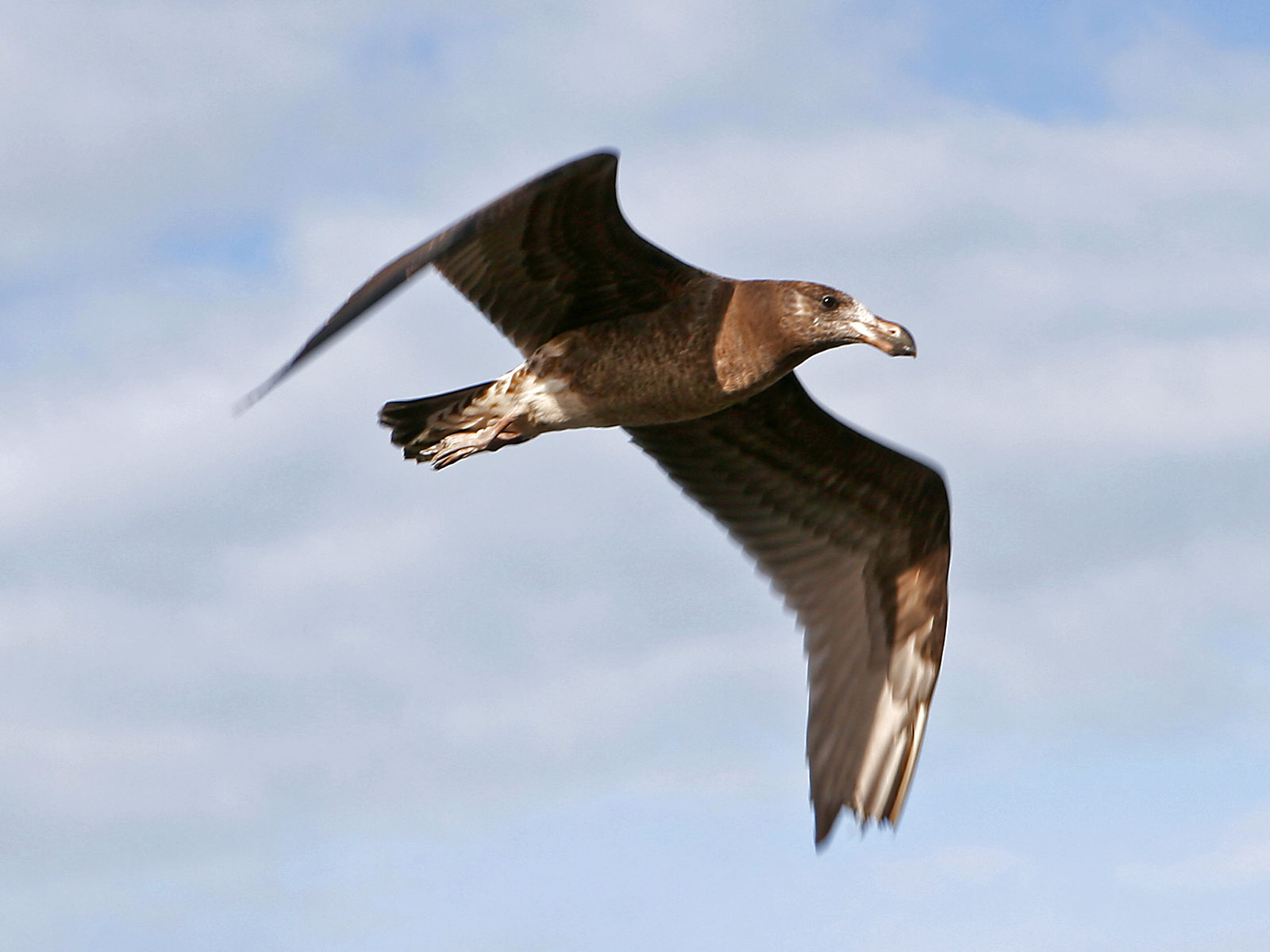
Junge Dickschnabelmöwe im Flug

Die Dickschnabelmöwe (Larus pacificus) ist eine Vogelart innerhalb der Möwen (Larinae). Sie besiedelt die West- und Südküste des Australischen Kontinents und Tasmaniens.
Die Art mit dem äußerst kräftigen Schnabel wurde oft – allein oder zusammen mit der ebenfalls recht dickschnäbeligen Blutschnabelmöwe – in eine eigene Gattung Gabianus gestellt. Dies entbehrt jedoch nach genetischen Befunden jeder Grundlage und die beiden Arten stehen heute in unterschiedlichen Gattungen. Die Dickschnabelmöwe gehört innerhalb der Gattung Larus zu einer recht ursprünglichen Gruppe von vier Arten, die in allen Kleidern eine dunkle Schwanzbinde tragen sowie im Adultkleid relativ einfache Schnabelzeichnungen und nahezu komplett schwarze Handschwingen zeigen.

## Beschreibung
Die Dickschnabelmöwe ist mit 58–65 cm etwa so groß wie eine Silbermöwe. Die Flügelspannweite liegt zwischen 137 und 157 cm, das Gewicht zwischen 900 und 1185 g.
Im Brutkleid sind Kopf, Hals und Unterseite weiß. Der äußerst hohe, kräftige Schnabel ist gelb und trägt einen roten Fleck an der Spitze. Die Nasenlöcher sind mehr rundoval als schmal tropfenförmig wie bei anderen Larus-Arten. Die Iris ist hell und von einem rosa-fleischfarbenen oder gelblichen Orbitalring eingefasst. Das Schulter- und Rückengefieder ist schwärzlich; der Oberflügel zeigt eine weiße Hinterkante, aber keine weißen Subterminalfelder auf den Handschwingen. Der weiße Schwanz weist eine breite schwarze Subterminalbinde auf. Beine und Füße sind gelb.
Das Jugendkleid ist überwiegend braun, Schnabel und Augen sind dunkel. Immature Vögel sind im Vergleich dazu am Bauch und auf dem Bürzel heller.

## Verbreitung und Bestand
Die Dickschnabelmöwe besiedelt die Westküste Australiens von der Shark Bay südwärts und nahezu die gesamte Südküste bis zur Ostgrenze Victorias. Sie kommt zudem an den Küsten Tasmaniens und auf vielen Inseln in der Bass-Straße vor.
Der Bestand der Dickschnabelmöwe erfuhr am Anfang des 20. Jahrhunderts eine deutliche Zunahme und die Verbreitung reichte vormals bis ins südliche Queensland. Am östlichen Rand ihrer Verbreitung ist die Dickschnabelmöwe jedoch seit einigen Jahrzehnten der Konkurrenz mit der seit 1958 in Australien brütenden Dominikanermöwe ausgesetzt und musste dort einige Gebietsverluste hinnehmen. Der Gesamtbestand wird auf unter 10.000 Paare geschätzt und die Art wurde zeitweise von der IUCN als potentiell gefährdet (“near threatened”) geführt. Heute gilt sie als ungefährdet (“least concern”). Innerhalb ihres Verbreitungsgebiets zählt sie zu den häufigen Möwen.

## Geografische Variation
Es werden zwei Unterarten anerkannt, die sich nur geringfügig unterscheiden.
- L. p. georgi King, 1826 – West- und Südküste Australien bis zur Känguru-Insel
- L. p. pacificus Latham, 1802 – Küsten von Tasmanien und Victoria

## Wanderungen
Die Dickschnabelmöwe ist weitgehend Standvogel, Jungvögel verstreichen aber oft über bis zu 20 km. Die Wanderbewegungen sind meist nordwärts gerichtet und reichen geringfügig über das Brutgebiet hinaus. Als Irrgast tritt die Art im mittleren und nördlichen Australien auf.

## Lebensweise
Die Dickschnabelmöwe ist ein Küstenvogel, der nur selten im Binnenland auftritt. Die Brutkolonien liegen fast immer auf erhöhten, der Küste vorgelagerten Inseln. Im Südosten ihres Verbreitungsgebiets brütet die Art bisweilen auch auf Landzungen.
Die Nahrung wird meist laufend oder watend an Stränden oder in der Gezeitenzone gesucht, bisweilen kann die Art beim Stoßtauchen beobachtet werden. Muscheln und Schnecken werden geöffnet, indem sie von der Möwe aus großer Höhe auf harte Untergründe fallengelassen werden. Das Nahrungsspektrum umfasst überwiegend Fische, Weichtiere, Stachelhäuter und Krabben. Ergänzend kommen Fischereiabfälle, Aas und anderer Abfall hinzu. Auch einige Gastropoden wie Turbo undulatus werden gefressen. Bisweilen werden Vogeleier und Jungvögel, seltener auch adulte Vögel wie beispielsweise die Fregattensturmschwalbe erbeutet.
Die Brutzeit liegt zwischen September und Januar. Die meisten Kolonien sind klein und haben eine geringe Nestdichte mit einigen Metern Nestabstand. Es kommen aber auch Kolonien mit 400 Paaren vor. Das Nest ist ein stabiler Bau aus Gräsern und Seegras, das auf Felsen, im Gras oder im Muschelsand errichtet wird. Das Gelege besteht aus 1–3, meist aber 3 Eiern, die zwischen 23 und 26 Tagen bebrütet werden.